# Pequena Taça do Mundo de 1965
Após dois anos do título do São Paulo a Pequena Taça do Mundo volta a ser disputada na sua 8ª edição. De três clubes participantes em 1963 se reduziu para apenas 2 clubes.

## Participantes
| Participantes      | Participação | Melhor Colocação   |
| ------------------ | ------------ | ------------------ |
| Atlético de Madrid | 1ª           | Não houve¹         |
| Benfica            | 2ª (1955)    | 3º colocado (1955) |

nota¹: o Atlético de Madrid não teve uma melhor campanha pois é a primeira participação.

## Jogos
| Data       | Time 1             | Placar | Time 2             | Local                      |
| ---------- | ------------------ | ------ | ------------------ | -------------------------- |
| 18/08/1965 | Atlético de Madrid | 2-2    | Benfica            | Vicente Calderón (Espanha) |
| 24/08/1965 | Benfica            | 3-0    | Atlético de Madrid | Estádio da Luz (Portugal)  |

| Pequena Taça do Mundo de 1965 |
| ----------------------------- |
| - Benfica Campeão (1º Título) |

1. ↑  http://mundiaisoficiosos.wikidot.com/tmc